# Rita Flubacher
Rita Flubacher (* 1951 in Biel) ist eine Schweizer Journalistin und Trägerin des Zürcher Journalistenpreises.

## Leben
Rita Flubacher studierte Ökonomie an der Universität Bern und absolvierte von 1977 bis 1978 die Ringier-Journalistenschule in Zofingen. Sie arbeitete für die Luzerner Neuste Nachrichten, in der Redaktion der Fernsehsendung Kassensturz, sowie als Ressortchefin Wirtschaft bei der Weltwoche und als stellvertretende Chefredaktorin bei der SonntagsZeitung. Ab 2003 war sie beim Tages-Anzeiger tätig, unter anderem als Nachrichtenchefin und Blattmacherin, von 2008 bis 2014 als Leiterin des Wirtschaftsressorts und ab 2014 als Redaktorin.
Ihre Recherchen, die sie 1992 auch im Bestseller Flugjahre der Gaukler dokumentierte, beleuchteten die betrügerischen Aktivitäten des Financiers und Unternehmers Werner K. Rey. Sie verfolgte 1996 vor Ort in Nassau (Bahamas) den Auslieferungsprozess gegen ihn.
Für ihr Gesamtwerk wurde Rita Flubacher 2017 mit dem Zürcher Journalistenpreis ausgezeichnet. In der Laudatio hiess es, Rita Flubacher sei «die vermutlich furchtloseste Wirtschaftsjournalistin weit und breit». Die Jury würdigte sie zudem als «eine exzellente Rechercheurin, die es versteht, dem Publikum in einfacher Sprache wirtschaftliche Zusammenhänge und das Handeln der Akteure verständlich zu machen».

## Werke
- Flugjahre für Gaukler. Die Karriere des Werner K. Rey. Weltwoche, Zürich 1992, ISBN 978-3-855041381.
- Die Milliardenpleite: Aufstieg und Fall des Finanzjongleurs Werner K. Rey. Ullstein, Berlin 1994, ISBN 3-548-35395-9.